# Konz
Konz (del lat. Contionacum) és una ciutat de Renània-Palatinat, al sud-oest d'Alemanya, on el riu de Saar desemboca al Mosel·la.
Té una superfície de 44,54 km² i al maig de 2004 estaven censades 17.565 persones.

## Ciutats agermanades
- Brienon (França), des de 1966
- Charny (França), des de 1970
- Koksijde (Bèlgica), des de 1973
- Puck (Polònia), des de 2003